# Prenk Pervizi
 (septembre 2010).
Prenk Pervizi, né le 4 mai 1897 à Skuraj (district de Kurbin) en Albanie et mort en Belgique le 6 septembre 1977, est un général de l’armée albanaise.
Il venait d'une importante famille noble catholique, les Pervizi Skuraj de Kurbine, qui avait laissé des traces dans l'histoire de l'Albanie lors de la lutte contre la domination turque. Il fut un militaire de grande valeur, sorti de l’académie militaire (Kadettenschule) de Vienne (1914-1918) et plus tard de l'école de guerre de Turin (1930-1933).

## Carrière militaire
En 1918-1920, il est commandant du district de Krujë, puis affecté à l'état-major de l’armée, il se distingue dans les opérations d'expulsion des Serbes des régions du nord du pays en 1920-1921.
Ami du futur roi Ahmet Zog depuis son séjour à Vienne, il devient son bras droit dans ses efforts pour créer et affirmer le jeune État albanais, sorti du congrès de Lushnjë de 1920. Le 8 mars 1922 il fait échouer un coup d'État, mettant en déroute les rebelles qui avaient tenté de renverser le gouvernement.
Après le coup d'État du 24 juin 1924 qui renverse le gouvernement de Zog, il suit ce dernier lors de son exil en Yougoslavie. Le 24 décembre 1924, il prend part aux opérations qui ramènent Zog au pouvoir avec l'aide des Yougoslaves.
Zog, devenu président, divise l’Albanie en quatre zones militaires. Il confie la zone centrale, comprenant Tirana, à Pervizi, les autres aux trois capitaines : Muharrem Bajraktari (nord), Fiqri Dine (nord-ouest) et Hysni Dema (sud), un quatuor de fer qui en cinq ans (1924-1929) fait régner l'ordre dans le pays.
En novembre-décembre 1926 éclate l'insurrection de Dukagjin (en), organisée par la Yougoslavie pour déstabiliser l'Albanie, les régions catholiques du nord devant s'unir au Monténégro chrétien. Les rebelles remportent un premier succès, et se préparent à attaquer Scutari. Le Président Zog charge Prenk Pervizi des pleins pouvoirs pour réprimer la révolte. Celui-ci réussit à mettre fin à la rébellion en trois jours. Ce succès augmenta la renommée et l'influence des Pervizi dans l'armée et dans le peuple et suscita peut-être la méfiance de Zog. En 1929, Prenk Pervizi est envoyé à l'école de guerre de Turin, où il reste de 1930 à 1933 ; puis il est nommé inspecteur des étudiants albanais en Italie jusqu'en 1935.
À son retour en Albanie, lieutenant-colonel, il représente son pays dans la Commission des observateurs étrangers dans la guerre d'Abyssinie (1935-1936), où il fait la connaissance des généraux Badoglio, Graziani et De Bono. En août 1936, il représente l'Albanie aux grandes manœuvres d'Italie en Irpinia, où il échange quelques mots avec Mussolini, qui lui donne à entendre son intention d'intervenir en Albanie, Il communique ce projet au roi Zog, qui fit sourde oreille à ce danger. Pour le 25e anniversaire de l'Indépendance albanaise, Pervizi est nommé colonel et grand-officier de l’ordre de Skanderbeg et de la Couronne d'Italie. La participation de l'Italie à la guerre d'Espagne met alors en suspens l'invasion de l'Albanie.

## Seconde Guerre mondiale
Le premier avril 1939, Francisco Franco proclame la fin de la guerre d'Espagne, et six jours plus tard, à l'aube du 7 avril, l'Italie attaque l'Albanie, qu'elle occupe en trois jours.
Le roi Zog en fuite se confie au colonel Prenk Pervizi, qui l'incite en vain à lancer un appel au peuple pour conduire la résistance dans les montagnes. Le roi lui demande au contraire d’organiser son passage en Grèce. C'était la fin du royaume d'Albanie.
Rentré en Albanie par ordre du roi même, Pervizi est convoqué par les généraux Pariani et Guzzoni. Il leur explique que l'armée albanaise restera passive et ne participera à aucune action contre son peuple. Cette condition acceptée, le colonel est mis en disposition, sans fonction effective. Les Italiens en connaissant la renommée, l'influence et la popularité, ne prirent pas de mesures contre lui. 
Lorsqu'éclate la guerre italo-grecque le 28 octobre 1940, quelques bataillons albanais sont intégrés aux divisions Venezia et Julia. Pervizi représente l'armée albanaise auprès de l'état-major des opérations. Une unité albanaise massacrée par les Grecs devient un motif d'opposition ; Pervizi proteste auprès de l'état-major italien, refusant que les Albanais servent de chair à canon. Lors de la contre-attaque grecque (14 novembre 1940 - mars 1941), Pervizi commande même à ses troupes de battre en retraite. L'Armée italienne est défaite et les troupes albanaises furent transférées et isolées dans les montagnes du nord. Le colonel et ses officiers furent isolés dans la zone montagneuse de Puka. Pour calmer les esprits des Albanais, Pervizi est ensuite promu général et mis à nouveau en disposition, comme simple conseiller.
Le 8 septembre 1943, au moment de la capitulation de l'Italie, il intime au général Renzo Dalmazzo d'émettre l'ordre de reddition de toutes les garnisons italiennes. Le 23 octobre 1943, il est élu ministre de la Défense avec le grade de général de division. Il s’efforce de reformer l'armée albanaise et de réintégrer les régions unies à l'Albanie  par l'Allemagne et l'Italie en 1941-1944 : le Kosovo avec une partie de la Macédoine albanaise. Il renforce la frontière nord du Kosovo contre la tentative des Serbes de récupérer la région du Kosovo. Le gouvernement nationaliste albanais désirait la maintenir attachée à l'Albanie à tout prix. Il s’oppose aux Allemands, ne leur permettant pas de créer des troupes SS en Albanie. Cela suscita la rupture qui obligea le gouvernement et le haut conseil de régence à abandonner Tirana et à passer dans les montagnes pour lutter à la fois contre les Allemands et contre les communistes. Ceux-ci, renforcés et organisés par les conseillers militaires soviétiques et yougoslaves, finissent par s'emparer du pouvoir en 1944.
Le général s'associa à la mission britannique du lieutenant-colonel Neil McLean, et se lia d'amitié avec Julian Amery (futur Lord Amery) et avec le colonel David Smiley. Il reste avec eux jusqu'à leur départ en octobre 1944. Il trouve ensuite refuge dans les montagnes du district de Kurbin. Condamné à mort par contumace par le gouvernement communiste, il réussit en septembre 1946 à passer en Grèce.
Il y demeure 19 ans comme réfugié politique, puis un an en Italie et 11 ans en Belgique, où il meurt le 6 septembre 1977. Il est inhumé au cimetière de Haine-Saint-Paul, carré G, allée B, 43e tombe en partant de la droite.
Ses trois fils, sa mère et sa femme, subirent la terreur de la dictature communiste. Sa mère nonagénaire, sa femme et un de ses fils moururent dans les camps. Dix de ses cousins furent tués, ses maisons de campagne incendiées et ses biens confisqués. Des familles entières de sa lignée furent internées, quelques-uns de ses officiers et d’autres militaires et civils, fidèles à lui, fusillés.
Tous les documents de famille et beaucoup d'autres furent brûlés avec les maisons. Seuls quelques documents et photographies ont été redécouverts dans les archives d'État après la chute de la dictature.

## Sources
- Prenk Pervizi,   Fjalim ne Folorine, maj, 1939.
- Prenk Pervizi,   Leter Kembim me Rexhep Krasniqin, Belgjike 1966.
- Prenk Pervizi, Fjalim me 28 Nentor 1972  ne Bruksel.
- Ministero degli Interni, 11 documenti secreti  per  Prenk Pervizi, Roma, 1951-1954.
- Dashnor Kaloçi  Gjeneral Prenk Pervizi, atdhetar i madh i çeshtjes shqiptare,"RD", Tirane, 1995.
- Hajrush Haliti-Akturk : Gjeneral Prenk Pervizi, shtigjeve te nacionalizmit, "Zeri", Prishtine, 1995.
- Ardian Bushi : Gjeneral Prenk Pervizi, Besniku i Ahmet Zogut, "G.Sh". Tirane, 1999.
- Muharrem Bajraktari : Fjalim me rastin e varrimit te Prenk Pervizit, "K.Z", Bruksel, 1977.
- Avni Martini : Gjenerali Prenk Pervizi dhe Kurbini, Laç, 2002.
- Mark Bregu : Gjenerali Prenk Pervizi,  figure e shquar e ushtrise shqiptare, Shkoder, 1996.
- Dashnor Kaloçi : Prenk Pervizi ne Luften e Abisinise, Tirane, "Shqip", 2006.
- Gazeta "Besa" : Interviste - Relacione  mbi Luften e Afrikes Lindore (Abisinise), Tirane, 1936.
- Bajame Hoxha : Ate qe qeveria e Hoxhes e harroi per 50 vjet, "Bota Sot", Zurig, 2007.
- Eugjen Shehu, Preng Pervizi, Gjenerali i Mbrojtjes Kombetare, Tirane, 2013.
- Lek Pervizi: Gjenrali, Ent.Bot. Gjergj Fishta; Lezhe, 2018.
- Mirela Sinani: Persekutimi dhe denimet e familjes se gjeneral Prenk Pervizit, Tirane, 2018.